# Portaferry
Portaferry is een plaats in het Noord-Ierse County Down.
Portaferry telt 2478 inwoners. Van de bevolking is 9,7% protestant en 89,1% katholiek.
Portfarry ligt aan de kanaalvormige verbinding tussen Strangford Lough en de Ierse Zee. In de plaats is er een veerbootdienst naar Strangford, gelegen aan de andere kant van de 1,1 km brede zeearm.